# Tentazione di san Girolamo
La Tentazione di san Girolamo è un dipinto a olio su tavola di Giovanni Gerolamo Savoldo, databile al 1521-1525 circa e conservato nel Museo Puškin di Mosca.

## Descrizione e stile
Il dipinto, destinato originariamente a uno studiolo privato, è un evidente omaggio agli "stregozzi" di Hieronymus Bosch, del quale si conoscevano alcuni esempi a Venezia nelle collezioni del cardinal Grimani. Il santo è infatti ritratto a terra, tra due demoni che lo tormentano, mentre a destra ha la visione sconvolgente di un vecchio seminudo, forse una proiezione di sé stesso, che porta un diavolo sulle spalle. Si tratta di un'evidente citazione di Enea e Anchise nell'Incendio di Borgo di Raffaello, visto forse in un'incisione di Marcantonio Raimondi. Altro tema derivato da Bosch è il terribile incendio che si sviluppa sulla destra, in contrasto col placido paesaggio pastorale a sinistra. I bagliori del tramonto infine rimandano all'esempio dei pittori tedeschi della scuola danubiana
L'opera, che è forse da relazionare con al Tormento di sant'Antonio dello stesso artista alla Timken Art Gallery di San Diego, è un'importante testimonianza del gusto nell'area veneta nei primi decenni del Cinquecento, aperto agli stimoli più diversi e originali.